# ケンタッキー (原子力潜水艦)
|          |                                                                 |
| 艦歴     |                                                                 |
| 発注     | 1985年8月13日                                                   |
| 起工     | 1987年12月18日                                                  |
| 進水     | 1990年8月11日                                                   |
| 就役     | 1991年7月13日                                                   |
| その後   | 就役中                                                          |
| 母港     | ワシントン州バンゴール                                          |
| 性能諸元 |                                                                 |
| 排水量   | 水上：16,765 トン 水中：18,750 トン                             |
| 全長     | 170.69 m (560 ft)                                               |
| 全幅     | 12.8 m (42 ft)                                                  |
| 喫水     | 11.5 m (38 ft)                                                  |
| 最大速   | 20ノット以上 (37+ km/h)                                         |
| 潜行深度 |                                                                 |
| 機関     | S8G reactor 1基                                                 |
| 乗員     | 士官13名、兵員140名                                             |
| 兵装     | 21インチ魚雷発射管4門 Mk-48魚雷 トライデント II弾道ミサイル24発 |
| モットー | Thoroughbred Of The Fleet                                       |
|          |                                                                 |

ケンタッキー(USS Kentucky, SSBN-737)は、アメリカ海軍のオハイオ級原子力潜水艦の12番艦。艦名はケンタッキー州に因んで命名された。その名を持つ艦としては、未完成に終わったアイオワ級戦艦6番艦(BB-66)以来3隻目。就役した艦としてはキアサージ級戦艦2番艦(BB-6)以来2隻目。

## 艦歴
ケンタッキーの建造は1985年8月13日にコネチカット州グロトンのジェネラル・ダイナミクス・エレクトリック・ボート社に発注され、1987年12月18日に起工した。1990年8月11日にキャロリン・ペネベーカー・ホプキンス（ラリー・J・ホプキンス上院議員の妻）によって命名、進水した。進水式ではシャンパンに代わってケンタッキー・バーボンを特注でブレンドした物が用いられた。1991年7月13日にブルー班のマイケル・G・リーゲル艦長およびゴールド班のジョセフ・ヘンリー艦長の指揮下就役した。
1998年3月19日、ニューヨーク州ロングアイランド南方でケンタッキーはサンフアン(USS San Juan, SSN-751)と衝突事故を起こす。ケンタッキーは方向舵を破損する。サンフアンは前部バラストタンクを破損したが、浮上し港に帰還した。この事故で負傷者は発生しなかった。2隻の潜水艦は当時統合訓練演習中であった。
2005年、ブルー、ゴールド両班の乗組員はアーニー・フレッチャーケンタッキー州知事によってケンタッキー・カーネルの称号が贈られた。
ケンタッキーは2006年に第17潜水艦隊の1隻として「Battle E」を受賞した。

## 歴代艦長
ブルー班
1. マイケル・G・リーゲル (Michael G. Riegel) 大佐：1989年8月 - 1992年7月
2. ロバート・D・リッシュ (Robert D. Rish) 大佐：1992年7月 - 1994年9月
3. リチャード・R・スターク (Richard R. Stark) 大佐：1994年9月 - 1997年3月
4. ロイ・H・ハーキンス (Roy H. Harkins) 中佐：1997年3月 - 1999年6月
5. パトリック・S・サイデル (Patrick S. Seidel) 中佐：1999年6月 - 2001年2月
6. ロナルド・W・マランピー (Ronald W. Malampy) 中佐：2001年2月 - 2004年3月
7. ポール・A・スカープネス (Paul A. Skarpness) 中佐：2004年3月 - 2006年9月
8. アラン・W・ホールト2世 (Alan W. Holt, II) 中佐：2006年9月 -

ゴールド班
1. ジョセフ・G・ヘンリー (Joseph G. Henry) 大佐：1991年7月 - 1992年12月
2. ウィリアム・W・シュミット (William W. Schmidt) 大佐：1992年12月 - 1994年6月
3. ウィリアム・E・クック (William E. Cook) 大佐：1994年6月 - 1996年10月
4. ティモシー・M・ガイアーディナ (Timothy M. Giardina) 中佐：1996年10月 - 1999年1月
5. マイケル・W・マッキナン (Michael W. McKinnon) 中佐：1999年1月 - 2001年7月
6. クリストファー・J・ケリー (Christopher J. Kelly) 中佐：2001年7月 - 2004年6月
7. ジェフリー・S・コラン (Jeffrey S. Coran) 中佐：2004年6月 -